# Jerzy Troska
Jerzy Troska (ur. 29 grudnia 1941 w Nowej Wsi Książęcej, zm. 27 grudnia 2023 w Poznaniu) – polski duchowny katolicki, teolog, profesor nauk teologicznych.

## Życiorys
Święcenia kapłańskie przyjął w 1965. Doktorat obronił w 1972, a habilitację w 1986. Tytuł naukowy profesora otrzymał w 2000. Specjalizował się w etyce i teologii moralnej.
W latach 1998–2013 pełnił funkcję kierownika Zakładu Teologii Moralnej i Duchowości Uniwersytetu im. Adama Mickiewicza w Poznaniu. Zajmował stanowisko współprzewodniczącego Rady Programowej Radia Maryja.

## Ważniejsze publikacje
- Chrześcijaństwo – marksizm: dialog wokół wartości moralnych (1989)
- Moralność życia płciowego, małżeńskiego i rodzinnego (1998)
- Moralność życia cielesnego (1999)